# Max Ringel
Max Ringel (geboren am 11. Juli 1907 in Deutschlandsberg, Steiermark; gestorben am 14. Juni 1992 in Neustadt an der Weinstraße) war ein deutscher Jurist österreichischer Herkunft und Landrat der Landkreise Daun (1940) und Bitburg (1941–1945) sowie des luxemburgischen Landkreises Diekirch (1942–1944).

## Leben

### Herkunft und Ausbildung
Als Sohn des promovierten Hofrats bei der steierischen Regierung in Graz, Max Ringel und dessen Ehefrau Wilhelmine Aigner, nahm Max Ringel nach dem Besuch des Gymnasiums 1928 ein Studium der Rechtswissenschaften auf. Mit den Studienorten Graz und Frankfurt beendete er seine Hochschullaufbahn 1932, bevor er am 22. Juli 1933 in Graz zum Dr. jur. promoviert wurde. Bereits während seines Studiums trat Ringel zum 30. April 1930 in die NSDAP ein (Mitgliedsnummer 196.176).
Seine weitere juristische Ausbildung von 1933 bis 1937 in Berlin und Frankfurt (Oder) erhaltend, studiert er in dieser Zeit parallel an der Universität in Berlin. Am 3. Juni 1936 zum Gerichtsreferendar ernannt wird Max Ringel am 15. Januar 1937 als Regierungsreferendar in den Verwaltungsdienst übernommen. Nach der Ablegung der zweiten juristischen Prüfung am 22. Juli 1938 zum Regierungsassessor ernannt, fand er im Weiteren Beschäftigung auf dem Landratsamt des Landkreises Schleusingen in Suhl.

### 1940 bis 1945
Zum 20. Januar 1940 und unter Ernennung zum Regierungsrat wechselte Ringel schließlich von Thüringen in den Bereich der Rheinprovinz, an die Regierung in Trier. Bereits eine Woche darauf wurde er mit Erlass vom 26. Januar zum 1. Februar mit der vertretungsweisen Verwaltung des Landkreises Daun beauftragt, als Ersatz für den dortigen, erkrankten Landrat Paul Wirtz. Dieser hatte zuvor, am 18. Januar den nicht umgesetzten Versetzungserlass als Landrat nach St. Goar erhalten und wurde letztlich ab dem 23. September 1940 mit der Verwaltung des Landkreises Brüx beauftragt.
Während Ringel zum 11. Juli 1940 an die Regierung in Trier zurückkehrte, übernahm ab Oktober der Prümer Landrat Alexander Schlemmer die Verwaltung in Daun in Personalunion. Im Wechsel für den zuvor von seiner dortigen Stellung entbundenen Landrat des Landkreises Bitburg, Otto Meyer-Tonndorf, ab dem 23. Juli 1941 kommissarisch als Landrat eingesetzt, erhielt Ringel seine definitive Ernennung als Landrat in Bitburg am 14. Mai 1942. Zwischen Meyer-Tonndorf und dem Bitburger NSDAP-Kreisleiter Johann Jakobs (1937–1943) war es wiederholt zu Differenzen gekommen.
1942 werden schließlich Jakobs als NSDAP-Kreisleiter und Ringel ab dem 10. Juli 1942 als Landrat zusätzlich zu ihren bisherigen Aufgaben in Bitburg mit der Wahrnehmung der entsprechenden Aufgaben in dem 1940 errichteten Landkreis Diekirch in dem besetzten Luxemburg betraut. Ringel erhielt am 22. Dezember 1943 seine Versetzung nach Diekirch und nahm fortan die Verwaltung des Landkreises Bitburg nurmehr vertretungsweise wahr. Am 1. September 1944 muss er jedoch angesichts der vorrückenden Alliierten Truppenverbände die Räumung des Landratsamts Diekirch melden. Im Weiteren bleibt Ringel bis Kriegsende Zivilangestellter der Wehrmacht.

### 1945 bis 1972
Nachdem die Stadt Bitburg am 28. Februar 1945 durch US-amerikanische Verbände besetzt wurde, geriet Ringel vom 28. April bis zum 20. Dezember 1945 in Kriegsgefangenschaft, vorübergehend nimmt er dabei seinen Wohnsitz in Burgsteinfurt. In der Folge bis 1952 als Versicherungskaufmann für Versicherungsgesellschaften tätig, findet Ringel, der nach 1945 als Landrat zur Wiederverwendung eingestuft wurde, vom 16. September 1952 bis zum 31. Mai 1953 Beschäftigung beim Deutschen Gemeindeverlag in Köln und im direkten Anschluss bis zum 16. Mai 1954 als juristischer Mitarbeiter beim DGB in Mainz. Im Mai 1954 kehrte er als Regierungsrat zurück in die öffentliche Verwaltung bei dem Ausgleichsamt in Neustadt an der Weinstraße. Dort am 1. Mai 1958 zum Oberregierungsrat und am 16. März 1970 auch noch zum Regierungsdirektor befördert, trat er zum 31. Juli 1972 mit Erreichung der Dienstaltersgrenze in den Ruhestand. Seinen Lebensabend verbrachte er in Neustadt an der Weinstraße.

## Familie
Der Katholik Max Ringel heiratete am 7. Januar 1939 Anneliese Melster (geboren am 30. September 1915 in Leverkusen), eine Tochter des Prokuristen Ludwig Melster und dessen Ehefrau Margaretha Melster, geborene Kaufel.